# Killer Tattoo
Pour plus de détails, voir Fiche technique et Distribution.
Killer Tattoo (มือปืน โลก พระ จัน, Mue Puen Lok Phra Chan) est un film thaïlandais, le premier film réalisé par Yuthlert Sippapak, sorti en 2001.
Il connaît à sa sortie au cinéma en Thaïlande un grand succès (au début de l'année 2003, il était encore classé comme le 3ème plus grand succès depuis l'immense et formidable succès de  Nang Nak en 1999 et le grand succès de Satreelex, the Iron Ladies en 2000).

## Synopsis
A Bangkok, Boiteux Flingue Bourricot, un tueur à gage, est relâché de prison. Il est rapidement chargé d'assassiner Super Flic, un chef de la police réputé impitoyable. Le job est trop risqué pour une seule personne, il rassemble donc sa propre équipe pour mettre son plan à exécution. Chien, Elvis M-16 et Fantôme qui sont des habitués de ce genre d'opération. Au même moment, Kid Le Silencieux, lui aussi tueur professionnel, est également contacté pour assassiner Super Flic. Par hasard, les deux groupes choisissent le même jour et le même lieu pour la liquidation du policier. Résultat : c'est un véritable massacre. Kid croit reconnaître dans le Boiteux le meurtrier de ses parents 15 ans auparavant. Il poursuivra donc celui-ci ainsi que son gang.

## Fiche technique[3]
- Titre : Killer Tattoo
- Titre original : มือปืน โลก พระ จัน (Mue Puen Lok Phra Chan)
- Réalisation : Yuthlert Sippapak
- Scénario : Yuthlert Sippapak
- Production : Jantima Laiwsirikun et Pisoot Praesangeiam
- Musique : Orange Music
- Photographie : Suthas Intranupakorn
- Directeur artistique : Keetati Janparamakit
- Montage : Mahasak Dhasnatayak
- Pays d'origine : Thaïlande
- Format : Couleurs - 1,85:1 - Dolby Digital - 35 mm
- Genre : Action, comédie et policier
- Durée : 114 minutes
- Date de sortie : 5 avril 2001 (Thaïlande)

## Distribution
- Suthep Po-ngam (สุเทพ โพธิ์งาม) : Boiteux Flingue Bourricot
- Sornsutha Klunmalee : Fantôme
- Petchtai Wongkamlao (thaï : เพ็ชรทาย วงษ์คำเหลา) : Chien
- Pongsak Pongsuwan : Elvis M 16
- Somchai Kemglad : Kid Le Silencieux
- Sithao Petcharoen : Le vénérable vieux bonze